# Rafał Wolski

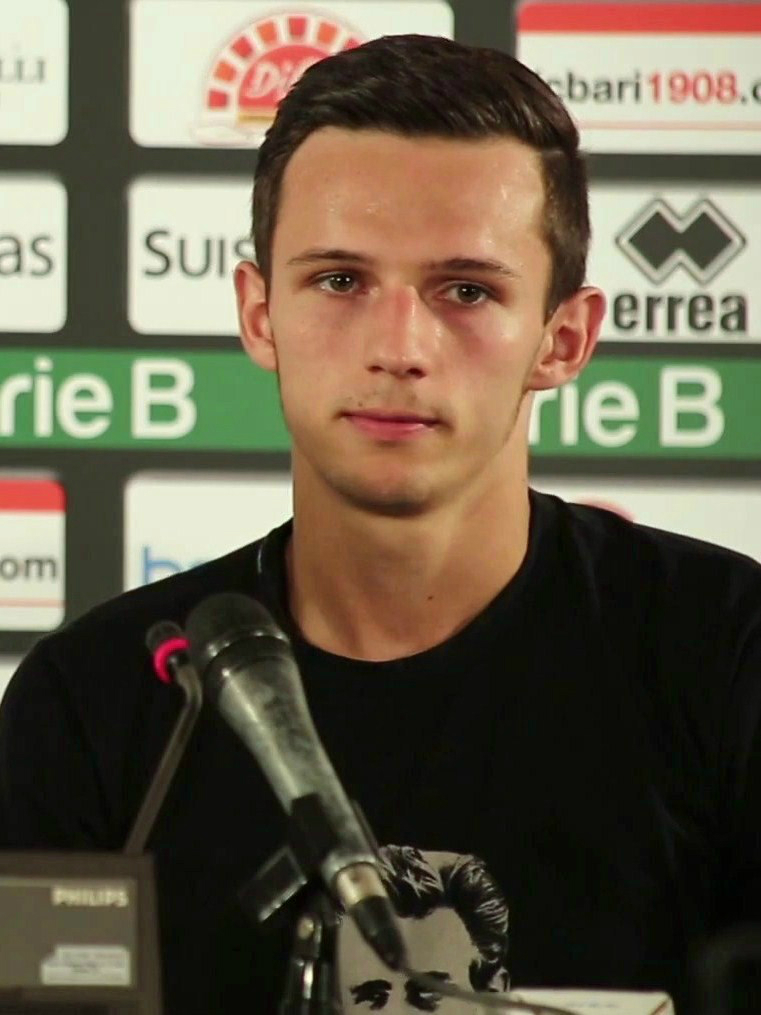
Rafał Wolski

Rafal Wolski é um futebolista polaco que atua como meia. Atualmente, joga pelo Wisla Kraków.

## Carreira
Pela Seleção Polonesa, Wolski jogou três partidas, não marcando nenhum gol.